# Slovo (film, 2022)
Slovo je české filmové drama režisérky a scenáristky Beaty Parkanové. Snímek vypráví o manželích Václavovi a Věře, kteří si dali slovo, že nikdy nepřekročí své morální principy, které jsou po roce 1968 vystaveny těžkým zkouškám.
Hlavní roli manželské dvojice ztvárnili Martin Finger a Gabriela Mikulková, v dalších rolích se objevili Bolek Polívka, Taťjana Medvecká, Ondřej Sokol, Vladimír Polívka, Jenovéfa Boková, Ján Jackuliak, Marek Geišberg nebo Antonie Formanová. Stejnojmennou píseň k filmu nazpívali Lenka Dusilová a Vojtěch Dyk; vyšla 26. srpna v podobě singlu s videoklipem.
Film byl premiérově uveden v rámci Mezinárodního filmového festivalu Karlovy Vary 2022, takto součást hlavní festivalové soutěže. Jeho oficiální premiéra v českých kinech proběhne 15. září 2022; mezitím vypustí hudební vydavatelství Supraphon stejnojmenné album s tuctem duetů, filmem inspirovaných (titulní písní alba je ona výše zmíněná).

## Obsazení
| Martin Finger      | Václav          |
| Gabriela Mikulková | Věra            |
| Ondřej Sokol       | Kamil           |
| Jenovéfa Boková    | Zuzana          |
| Taťjana Medvecká   | Anna            |
| Marek Geišberg     | Eda             |
| Antonie Formanová  | Miluška         |
| Bolek Polívka      | psychiatr       |
| Vladimír Polívka   | Slávek Nečas    |
| Ján Jackuliak      | Bohouš          |
| Gabriela Míčová    | dcera           |
| Petra Hřebíčková   | paní Týblová    |
| Martin Pechlát     | pozůstalý syn   |
| Markéta Hrubešová  | pozůstalá dcera |
| Jaroslava Pokorná  | matka           |